# Liste von Fußballspielern der Liga Española de Fútbol (Mexiko)
Die Liste von Fußballspielern der Liga Española de Fútbol de México beinhaltet Spieler der Liga Española de Fútbol de México (einer Amateurliga in Mexiko-Stadt und Umgebung), denen der Sprung in die mexikanische Primera División (höchste Profiliga Mexikos) gelang.
Ihr bekanntester Vertreter ist Mexikos extravaganter Stürmerstar Cuauhtémoc Blanco und mit Aarón Galindo hat einer von ihnen auch den Sprung in die Fußball-Bundesliga geschafft.
| Spieler                     | Mannschaften der Liga Española                            | Profivereine                                                       |
| --------------------------- | --------------------------------------------------------- | ------------------------------------------------------------------ |
| A                           |                                                           |                                                                    |
| Mario Aguilar               | Galicia FC                                                | Cobras                                                             |
| Gerardo Alcántara           | Real Madrid                                               | UNAM Pumas                                                         |
| José Antonio Alonso         | Asturiano                                                 | Atlético Español                                                   |
| Miguel Angel Alonso         | Deportivo Santiago, Centro Gallego                        | UNAM Pumas                                                         |
| Ramón Alonso                | Cantabria                                                 | Toros Neza, Club San Luis, Dorados de Sinaloa                      |
| Federico Alvarez            | Colegio Madrid                                            | Atlante                                                            |
| Juan Manuel Álvarez         | Celta FC                                                  | Atlético Español, Tecos UAG                                        |
| Luis Amuchástegui           | Valencia FC                                               | Atlante                                                            |
| Rubén Anguiano              | Deportivo Llanes                                          | UDG, CD Zacatepec, Atlante                                         |
| Rigoberto Arámbula          | Donostiarra                                               | Atlante                                                            |
| José Manuel Arias           | Llanes, Bilbao, Real Madrid                               | Deportivo Toluca                                                   |
| Edelmiro Arnauda            | Galicia FC, Valencia FC                                   | Puebla FC, Necaxa, América                                         |
| Eudaldo Arnauda             | Valencia FC, San Sebastián                                | Necaxa, América                                                    |
| Ovidio Arnauda              | Celta, Oviedo, Valencia, San Sebastián                    | Deportivo Toluca                                                   |
| Pedro Arnauda               | Valencia FC, San Sebastián                                | Necaxa, América, CD Zacatepec                                      |
| Ricardo Arredondo           | Deportivo Español                                         | Atlante                                                            |
| Sergio Arrieta              | Atlético Langreo, León, Español de Puebla                 | CF Laguna, América                                                 |
| Alan Israel Atri            | CD Israelita                                              | Atlante                                                            |
| Arturo Avilés               | Peñarol FC, Deportivo Asturiano                           | Atlante                                                            |
| B                           |                                                           |                                                                    |
| Eduardo Bacas               | Athletic de Bilbao                                        | América, CD Coyotes Neza, Tampico-Madero FC, UANL Tigres           |
| Arturo Báez                 | Galicia FC                                                | América, Cobras, CF Monterrey                                      |
| Luis Alberto Baeza          | Necaxa                                                    | CF Pachuca                                                         |
| Mauricio Baeza              | Abelenda, Llanes                                          | Cobras                                                             |
| Ricardo Balderas            | Bayern Munich                                             | UNAM Pumas, Querétaro FC                                           |
| Sergio Ballesteros          | Asturiano                                                 | CD Irapuato                                                        |
| José Javier Barajas         | Galicia FC, Cantabria                                     | Tecos                                                              |
| Luis Miguel Barberena       | Real Madrid                                               | América                                                            |
| Carlos Barraza              | San Sebastián                                             | Deportivo Toluca                                                   |
| Juan Ignacio Basaguren      | Centro Vasco                                              | Atlante                                                            |
| Alberto Becerra             | Investigadores                                            | América, CF Monterrey                                              |
| Francisco Benítez           | Real Oviedo                                               | América, CF Monterrey                                              |
| Manuel Bielba Zúñiga        | Real Madrid, Galicia, Valencia FC y Barcelona             | CD Zamora                                                          |
| Cuauhtémoc Blanco           | Galicia FC                                                | América u. v. a.                                                   |
| Juan Manuel Borbolla        | Deportivo Asturiano                                       | América, Atlético Español, Puebla FC                               |
| Vinicio Bravo               | Mebsa                                                     | América, Cobras Querétaro, Tampico-Madero FC, Atlante              |
| Miguel Burela               | Real Gijón                                                | Atlante                                                            |
| C                           |                                                           |                                                                    |
| Edgar Cabalceta             | Franco Español, Centro Gallego                            | Atlante                                                            |
| Hernán Cabalceta            | Aragón                                                    | UNAM Pumas                                                         |
| Roberto Caballero           | Barcelona, Galicia FC                                     | Necaxa                                                             |
| Armando Cabrera             | Oro Sitges                                                | Cobras, Celaya, Morelia, CD Veracruz                               |
| Florencio Caffarati         | Celta FC                                                  | Atlante                                                            |
| Manuel Calderón             | ITAM, Athletic de Bilbao                                  | Cobras, Necaxa, CF Pachuca                                         |
| Rafael Calderón             | Pancar, Deportivo Llanes                                  | UNAM Pumas                                                         |
| Jorge Camargo               | San Sebastián                                             | Puebla FC                                                          |
| Ricardo Campos              | Deportivo Asturiano                                       | Atlético Español, Morelia                                          |
| Francisco Javier Cañizo     | Real Marid                                                | América                                                            |
| Floriberto Cano             | Naranjas                                                  | América                                                            |
| Juan Carlos Cano            | Guadalajara, Iberomex, Barcelona                          | Ángeles de Puebla                                                  |
| Roberto Cárdenas            | Deportivo Llanes                                          | CF Monterrey                                                       |
| Mario Jesús Carrillo        | FC Barcelona                                              | América                                                            |
| Arturo Castañon             | Deportivo Llanes, Zaragoza                                | Atlante, Ángeles de Puebla                                         |
| Teodoro Castañon            | León, Covadonga                                           | UNAM Pumas, Deportivo Toluca                                       |
| Enrique del Castillo        | Deportivo Asturiano, FC Barcelona                         | Atlético Español                                                   |
| Cosme Castro                | Olmeca                                                    | Puebla FC, Morelia, Cruz Azul                                      |
| Israel Castro               | Cosmos FC                                                 | UNAM Pumas, Cruz Azul, CD Guadalajara                              |
| Carlos Alberto Chavaño      | Valencia FC                                               | Atlante, Atlas, Celaya                                             |
| Adrián Chávez               | Peña Hinchas                                              | Necaxa, América, u. a.                                             |
| Isaác Cherem                | CD Israelita                                              | Deportivo Toluca                                                   |
| Ramón Coll                  | León, Galicia FC, Centro Vasco                            | Atlante                                                            |
| Salvador Corona             | Catalonia                                                 | Cruz Azul                                                          |
| David Coss                  | Pancar                                                    | CD Zacatepec                                                       |
| Ulises Coss                 | Deportivo Llanes                                          | Atlético Español, CF Pachuca                                       |
| David Cossu                 | Athletic de Bilbao, FC Barcelona                          | Deportivo Toluca                                                   |
| Alan Cruz                   | Cosmos, Catalonia, Bilbao                                 | Cobras Ciudad Juárez, Tecos UAG, u. a.                             |
| Juan Manuel Cruz            | Real Gijón, Cantabria                                     | Celaya                                                             |
| Héctor Cuevas               | Galicia FC                                                | Cobras                                                             |
| D                           |                                                           |                                                                    |
| Mario Díaz                  | Mallorca, Peña Hinchas, Catalonia                         | Atlético Español, Santos Laguna, Neza, Atlético Potosino           |
| Ricardo Díaz                | Athletic de Bilbao                                        | Neza                                                               |
| Rubén Díaz Arroyuelos       | Real Madrid, Asturiano                                    | Atlante                                                            |
| Alfredo Díaz Córdova        | Franco Español, Galicia, San Sebastián                    | Atlante                                                            |
| Francisco Díaz de León      | Asturiano, Galicia FC                                     | Necaxa                                                             |
| E                           |                                                           |                                                                    |
| Alfredo Echavarri           | Celta FC                                                  | UNAM Pumas                                                         |
| Héctor Enríquez             | Mallorca, Galicia                                         | Tecos UAG                                                          |
| Miguel España               | Peñarol FC, Asturiano                                     | UNAM Pumas, UANL Tigres, Santos Laguna                             |
| Rodolfo Espinoza            | Olmeca                                                    | Jaguares de Chiapas, Necaxa, Atlante                               |
| F                           |                                                           |                                                                    |
| Javier Fragoso              | Athletic de Bilbao                                        | América, CD Zacatepec, Puebla FC                                   |
| G                           |                                                           |                                                                    |
| Aarón Galindo               | Olmeca                                                    | Cruz Azul, Deportivo Toluca, u. a.                                 |
| Carlos Efraín Gallegos      | Poli San Francisco, Tlaxcala, Tres Cruces                 | Atlante, Jaguares de Chiapas                                       |
| Fernando Garduño            | San Sebastián                                             | Atlético Español, CD Irapuato, Deportivo Toluca, CF Pachuca        |
| Mario García                | Ciudad Real                                               | Atlante                                                            |
| Francisco García Bores      | Athletic de Bilbao                                        | Atlético Español                                                   |
| Sergio García Vargas        | Deportivo Llanes                                          | Atlético Español                                                   |
| Bautista Gil                | Santiago, Real Madrid                                     | Atlético Español                                                   |
| Gabriel Gómez               | Galicia FC                                                | CF Pachuca                                                         |
| Guillermo Gómez             | Real Sociedad                                             | CF Pachuca                                                         |
| Jesús „Chuy“ Gómez          | Oviedo                                                    | Morelia, Santos Laguna                                             |
| José Gómez                  | Valladolid                                                | Cruz Azul                                                          |
| José Antonio Gómez          | FC Barcelona                                              | Necaxa                                                             |
| Miguel Ángel Gómez          | Mexico Soccer, Español                                    | Cruz Azul, Ángeles de Puebla                                       |
| Miguel Gómez Herrera        | FC Barcelona, San Sebastián                               | Necaxa                                                             |
| Roberto Gómez Junco         | Asturiano                                                 | Atlético Español, UANL Tigres, CD Guadalajara                      |
| José Luis „Calaca“ González | Deportivo Llanes                                          | UNAM Pumas, Deportivo Toluca                                       |
| Martín González             | Galicia FC, Gijón, Cantabria                              | Santos Laguna, CF Pachuca                                          |
| Agustín Gracia              | Deportivo Ibero, Catalonia                                | Club León                                                          |
| Víctor Nicolás Grayeb       | Celta FC                                                  | Atlético Español, u. a.                                            |
| David Gutiérrez             | Asturiano, Celta, Franco Español                          | CD Zacatepec                                                       |
| Roberto Gutiérrez           | Galicia FC                                                | Atlético Español                                                   |
| Yosgart Gutiérrez           | Olmeca                                                    | Cruz Azul                                                          |
| Enrique Guzmán              | Galicia FC, Oro Sitges                                    | Cobras, CF Pachuca                                                 |
| Juan Manuel Guzmán          | Mallorca, Galicia FC, Real Gijón                          | Cobras                                                             |
| H                           |                                                           |                                                                    |
| Luis Haneine                | Deportivo Asturiano                                       | CD Irapuato, América                                               |
| Alejandro Hernández Pat     | San Sebastián, Oviedo                                     | Club León                                                          |
| Rafael Hernández Pat        | San Sebastián                                             | Cruz Azul, CD Guadalajara                                          |
| Pablo Herranz               | Deportivo Llanes                                          | América                                                            |
| Juan Manuel Herrero         | Deportivo Asturiano                                       | América, CD Veracruz                                               |
| César Hipólito              | Galicia FC                                                | Cobras, CF Pachuca                                                 |
| José Maria Huerta           | Tlalnepantla, Cantabria                                   | Necaxa, Atlante                                                    |
| I                           |                                                           |                                                                    |
| Martín Ibarreche            | Centro Vasco                                              | Cataluña, América, Deportivo Toluca, Puebla FC                     |
| J                           |                                                           |                                                                    |
| Óscar Jaramillo             | Peñarol FC, Canarios                                      | Atlante, Querétaro                                                 |
| Miguel Ángel Jasso          | Valencia FC, San Sebastián                                | América                                                            |
| Jorge Mario Jiménez         | Deportivo Llanes, Español                                 | Atlante                                                            |
| José de Jesús Jiménez       | Valladolid                                                | Querétaro                                                          |
| „Kamamoto“ Jiménez          | Cuenca                                                    | CF Monterrey                                                       |
| Luis Fernando Jiménez       | Valencia FC, Galicia FC                                   | América                                                            |
| Aarón Juárez                | Deportivo Español                                         | Deportivo Toluca                                                   |
| Dante Juárez                | Real Madrid                                               | Necaxa, UANL Tigres, Atlante, CF Pachuca                           |
| Roberto Juárez              | Covadonga, Celta FC, Asturiano                            | UNAM Pumas                                                         |
| Gabriel Jullián             | Centro Gallego                                            | América, Atlético Potosino                                         |
| L                           |                                                           |                                                                    |
| Manuel Lapuente             | Centro Vasco                                              | CF Monterrey, Necaxa, Puebla FC, Atlas                             |
| Rodolfo Larrazolo           | Castellón, Donostiarra                                    | Atlante                                                            |
| Salvador Lazarini           | Deportivo Álamos, San Sebastián                           | Club León, Atlante                                                 |
| Ángel Lemus                 | Cámara de Diputados, Real Mursa                           | Necaxa                                                             |
| Daniel Licona               | Real Gijón, Leones DT                                     | Atlante                                                            |
| Francisco „Tato“ Linares    | León, Deportivo Asturiano                                 | Necaxa, Deportivo Toluca                                           |
| Arístidis Llaneza           | Valencia FC, Deportivo Asturiano, FC Barcelona            | Atlante                                                            |
| Carlos López de Silanes     | Athletic de Bilbao                                        | Necaxa, Atlético Celaya, CD Guadalajara, Club León                 |
| Gerardo López               | Valencia FC                                               | CF Pachuca                                                         |
| Jesús López                 | San Francisco                                             | Toros Neza, América                                                |
| Marco López                 | León, Bilbao, Barcelona, Oviedo                           | CF Pachuca                                                         |
| Salvador López              | Español, Galicia, San Sebastián, Bilbao                   | Deportivo Toluca                                                   |
| Rafael Loredo               | Galicia FC                                                | Atlético Español, Ángeles de Puebla                                |
| Fidel Lugo                  | San Francisco                                             | Cobras                                                             |
| David Luna                  | Ejército Mexicano                                         | Atlante                                                            |
| Juan Antonio Luna           | Sevilla                                                   | América                                                            |
| M                           |                                                           |                                                                    |
| Alejandro Macías            | Deportivo Santiago                                        | Universidad                                                        |
| Fernando Martínez           | Olmeca                                                    | Puebla FC                                                          |
| Jesús „Palillo“ Martínez    | Deportivo Asturiano                                       | América                                                            |
| Raúl Antonio Martínez       | Galicia FC                                                | Cobras, Club León                                                  |
| Martín Matienzo             | Guadalajara, Real Gijón                                   | América, CF Pachuca                                                |
| Gerardo Mc Farland          | Puebla                                                    | Puebla FC                                                          |
| Alberto Medina              | San Francisco                                             | CD Guadalajara, Puebla FC                                          |
| Eduardo Medina Santillán    | Real Madrid                                               | UNAM Pumas, CD Guadalajara, Club San Luis, u. a.                   |
| Mario Medina                | Catalonia                                                 | Deportivo Toluca, Cruz Azul                                        |
| Salvador Mercado            | Catalonia                                                 | Cobras Ciudad Juárez, Atlético Celaya, CD Guadalajara, CD Veracruz |
| Carlos Merino               | León, Celta, Deportivo Español de Puebla                  | CF Laguna                                                          |
| José Milián                 | Salamanca, Barajas, Gijón, Oro                            | Necaxa, Atlético Celaya, San Luis                                  |
| Isaac Mizrahi               | CD Israelita, Bilbao, Santander, Galicia                  | Querétaro FC, Atlante, Atlas, UNAM Pumas, Necaxa                   |
| Marcos Mizrahi              | CD Israelita, Bilbao                                      | UNAM Pumas, Morelia, Correcaminos                                  |
| Manuel Molina               | Galicia FC, Catalonia, Valladolid                         | Cobras                                                             |
| Alejandro Mollinedo         | Covadonga                                                 | Atlante                                                            |
| Juan Carlos Monroy          | Galicia FC, Cantabria                                     | Atlante, Cobras, Santos Laguna, CD Irapuato                        |
| Víctor Montalbán            | León, Galicia FC                                          | CF Laguna, Deportivo Toluca                                        |
| Daniel Mora                 | Seltius, Extremadura                                      | Atlético Español, Necaxa, CF Monterrey                             |
| Domingo de la Mora          | Galicia FC                                                | UNAM Pumas                                                         |
| Rogelio Morales Guerrero    | Cantabria                                                 | Atlante                                                            |
| Efraín „Fani“ Munguía       | Mallorca, Galicia FC, Bilbao                              | América                                                            |
| Sergio Muñoz                | Galicia FC, Valladolid                                    | Ángeles de Puebla                                                  |
| Miguel Ángel Murillo        | Galicia FC, Llanes                                        | América, Cobras, Cruz Azul, u. a.                                  |
| N                           |                                                           |                                                                    |
| Jorge Antonio Nava          | Puebla                                                    | Puebla FC                                                          |
| José Luis Navarrete         | Rayo Vallecano, Peñarol, Catalonia, Leones Banamex        | Atlante, Toros Neza                                                |
| Nicolás Navarro             | Deportivo Llanes                                          | Cruz Azul, Necaxa, CF Pachuca                                      |
| Alejandro Negroe            | Santander                                                 | CF Pachuca                                                         |
| Sergio Negroe               | Asoc. Montañesa Santander                                 | CF Torreón, Atlante                                                |
| José Antonio Noriega        | Colegio Madrid                                            | Cruz Azul, UNAM Pumas, u. a.                                       |
| O                           |                                                           |                                                                    |
| Federico Ochoa              | Catalonia                                                 | América                                                            |
| Enríque del Olmo            | León, Oviedo, Valencia, Juventud Asturiana, San Sebastián | UNAM Pumas                                                         |
| Germán del Olmo             | Valencia FC                                               | Atlante                                                            |
| Jaime Ordiales              | Barcelona, Asturiano                                      | CD Guadalajara, Club León, u. a.                                   |
| Mario Ordiales              | Asociación Montañesa                                      | Cruz Azul, Deportivo Toluca, Santos Laguna, Puebla FC, Necaxa      |
| Cristóbal Ortega            | Sevilla                                                   | América                                                            |
| David Oteo                  | Deportivo Vallecas                                        | UNAM Pumas, UANL Tigres, Deportivo Toluca, Atlante                 |
| P                           |                                                           |                                                                    |
| Aarón Padilla               | Real Madrid                                               | UNAM Pumas                                                         |
| Guillermo Padrón            | Sevilla                                                   | CF Pachuca                                                         |
| Julio María Palleiro        | Real Madrid, Galicia FC                                   | Necaxa, Deportivo Toluca, América                                  |
| Francisco Paniagua          | Deportivo Español                                         | Necaxa                                                             |
| Benito Pardo                | Celta FC                                                  | CF Pachuca, Atlético Español, Cruz Azul                            |
| Juventino Paredes           | Mebsa                                                     | América                                                            |
| Mario Pavez                 | Valencia                                                  | América, Atlante                                                   |
| Ricardo Peláez              | Athletic de Bilbao                                        | América, Necaxa, CD Guadalajara                                    |
| Agustín Peniche             | Celta FC                                                  | Necaxa                                                             |
| Ramón Pereda                | Real Madrid, Asturiano                                    | Cruz Azul                                                          |
| Federico Pérez Flores       | Franco Español                                            | Atlante                                                            |
| Edmundo Pérez Galicia       | FC Valencia                                               | UNAM Pumas, Atlante                                                |
| Felipe Pérez Orta           | Español de Puebla                                         | Cruz Azul, CF Pachuca                                              |
| Carlos de la Portilla       | Asturiano, Santiago, Centro Gallego                       | Atlante                                                            |
| José Luis Puente            | Deportivo Asturino                                        | Necaxa                                                             |
| Rafael Puente               | Deportivo Llanes, Athletic de Bilbao                      | Atlante, América                                                   |
| Santiago Puente             | Centro Gallego, Deportivo Asturiano                       | Puebla FC, Atlético Español                                        |
| R                           |                                                           |                                                                    |
| Gerardo Ramírez             | Rayo Vallecano, Atlante                                   | Atlético Español                                                   |
| Alejandro Rangel            | Galicia FC                                                | Puebla FC, Club León, CD Guadalajara                               |
| José Manuel Regueiro        | Covadonga, Asturiano, Español                             | Atlante                                                            |
| Luis Regueiro               | Covadonga                                                 | UNAM Pumas, Deportivo Toluca                                       |
| Pedro Reséndiz              | Cruz Azul Icel                                            | Cruz Azul, Atlético Celaya, Tecos                                  |
| Roberto Reynoso             | Deportivo Llanes                                          | Cruz Azul                                                          |
| Leandro Riva López          | Catalonia, Barcelona, Centro Vasco                        | Universidad                                                        |
| Eugenio Rivas               | Deportivo Asturiano                                       | Atlético Español                                                   |
| Pablo Andrés Robles         | Real Sociedad, Euzkadi, Galicia FC                        | Atlante                                                            |
| Jesús Roca                  | Real Madrid                                               | América                                                            |
| Ramón Rocha                 | Galicia FFC                                               | Cobras                                                             |
| Enrique Rodón               | Galicia FC                                                | América, Tecos                                                     |
| Francisco Rodríguez         | Ciudad Real, Cantabria                                    | Atlante                                                            |
| José Antonio Rodríguez      | Real Madrid                                               | Necaxa, Atlético Español                                           |
| Mario Rodríguez             | San Francisco                                             | Cobras                                                             |
| Mauricio Rojano             | Galicia FC                                                | Toros Neza                                                         |
| Ángel Rosales               | León, FC Barcelona                                        | Deportivo Toluca                                                   |
| Jonathan Rosas              | Investigadores PF                                         | San Luis                                                           |
| José Luis Rosete            | Deportivo Llanes, FC Barcelona                            | América, Atlético Español                                          |
| José Manuel Ruanova         | Santiago, San Sebastián, Galicia FC                       | América                                                            |
| S                           |                                                           |                                                                    |
| Rubén Sahagún Ríos          | Galicia FC                                                | Deportivo Toluca                                                   |
| José Luis Salas             | Valencia FC, Galicia FC                                   | Cobras                                                             |
| Víctor Manuel Salgado       | Barcelona, León, Galicia, San Sebsatián                   | Deportivo Toluca                                                   |
| Antonio Sámano              | Galicia FC                                                | UNAM Pumas                                                         |
| Agustín Sánchez             | Real Madrid, Barcelona                                    | América, Atlético Español                                          |
| Carlos Sánchez              | Galicia, Barcelona                                        | Cobras                                                             |
| Marco Sánchez Yacuto        | Galicia FC                                                | América, Puebla FC, CF Pachuca                                     |
| Hugo Santana                | México Soccer, Athletic de Bilbao                         | Cruz Azul, UNAM Pumas, Santos Laguna, Morelia                      |
| Francisco Javier Sardina    | Deportivo Asturiano                                       | Necaxa                                                             |
| Héctor Alejandro Segura     | Real Gijón                                                | América                                                            |
| Orlando Segura Molina       | Deportivo Llanes                                          | CF Pachuca                                                         |
| Carlos Septién              | Real Madrid                                               | España, Atlante, CD Tampico                                        |
| Eduardo Solís               | Galicia FC                                                | Cobras                                                             |
| Pedro Solís                 | Real Madrid                                               | UDG, UNAM Pumas                                                    |
| Miguel Ángel Sordo          | Asociación Montañesa, Asturiano                           | América, Necaxa, Deportivo Toluca                                  |
| T                           |                                                           |                                                                    |
| Alfonso Tableros            | San Sebastián                                             | Puebla FC, Atlante                                                 |
| Luis Fernando Tena          | Asturiano                                                 | Atlético Español, Atlante, CD Guadalajara                          |
| Gustavo Terán               | Barcelona FC                                              | Atlético Español                                                   |
| Mateo de la Tijera          | San Sebastián                                             | CF Pachuca, Deportivo Toluca, Club León                            |
| Arnulfo Tinoco              | Andalucía                                                 | Deportivo Toluca, CF Pachuca                                       |
| Sergio Torrealva            | Barajas                                                   | Atlante                                                            |
| Pedro „Perico“ Torres       | Oviedo, San Sebastián                                     | Deportivo Toluca                                                   |
| U                           |                                                           |                                                                    |
| Daniel Uribe                | Investigadores PF                                         | San Luis                                                           |
| Fidel Uribe                 | Cantabria                                                 | Tampico                                                            |
| V                           |                                                           |                                                                    |
| Francisco Valdés            | Deportivo Covadonga, Deportivo Asturiano                  | América                                                            |
| José Vantolrá               | Covadonga                                                 | Deportivo Toluca                                                   |
| Martín Vantolrá             | Covadonga                                                 | Atlante, Deportivo Toluca                                          |
| Gustavo Vargas              | Galicia FC                                                | Atlante, Cruz Azul, UNAM Pumas, CD Guadalajara                     |
| Manuel Vargas               | Athletic de Bilbao                                        | Atlante                                                            |
| Edmundo Iván Vázquez        | Celta FC                                                  | Necaxa                                                             |
| Fernando Vega               | FC Barcelona                                              | Necaxa                                                             |
| Antonio Velázquez           | Deportivo Asturiano                                       | Necaxa                                                             |
| Homero Villar               | San Sebastián, Celta FC                                   | UNAM Pumas, Necaxa                                                 |
| Luis Hermilo Villegas       | Turcos FC, Flash Point y CD La Fama                       | América                                                            |
| Víctor Manuel Vucetich      | Salamanca                                                 | Atlante, CF Oaxtepec                                               |
| Z                           |                                                           |                                                                    |
| Luis Zaragoza               | Galicia FC                                                | Necaxa                                                             |
| Arturo Zárate               | Guadalajara                                               | CF Pachuca, Atlante                                                |
| Raúl Humberto Zepeda        | Deportivo Llanes                                          | UNAM Pumas                                                         |